# Пример за углед
„Пример за углед” је југословенски ТВ филм из 1965. године. Режирао га је Србољуб Станковић а сценарио је написао Миодраг Ђурђевић.

## Улоге
| Глумац            | Улога |
| ----------------- | ----- |
| Милутин Бутковић  |       |
| Миленко Кировић   |       |
| Татјана Лукјанова |       |